# Oštrica Besmrtnika
Oštrica Besmrtnika (無限の住人, Mugen no Jūnin?, eng. Blade of the Immortal) je japanska samurajska manga serija koju piše i ilustrira autor Hiroaki Samura. Manga se prvi put pojavila u magazinu Afternoon, a izdala je svoj prvi svezak 25. lipnja 1993. godine. Do 2012. godine objavljeno je 29 izdanja. Anime verzija je nastala tek 2008. godine i ima 13 epizoda. Iako manga potječe od ranih devedesetih, anime je moderniziran u skladu s današnjim vremenom u usporedbi s npr. Dragon Ballom koji je anime iz osamdesetih godina i koji nema modernu grafiku i dizajn likova. Anime nije stekao ni približno veliku popularnost kao manga. U Hrvatskoj, Oštricu Besmrtnika objavljuje distributer Algoritam. Od 10. prosinca 2010. Algoritam je preveo 18 izdanja. Serija je osvojila nagradu Excellence na japanskom festivalu medijske umjetnosti 1997. godine. Na koledžu umjetnosti u Japanu, Masashi Kishimoto, autor slavne mange Naruto proveo je godine čitajući Oštricu Besmrtnika navodeći je kao jednu od njegovih inspiracija.

## Radnja
Oštrica Besmrtnika slijedi djela Manji-sana, glavnog protagonista u seriji i samuraja koji ima presudnu prednost: ne može dobit ranu niti ga itko može ubiti, osim rijetkih otrova. U prošlosti, njegova kriminalna djela uzrokovalo je smrt drugih 100 samuraja (uključujući njegovu sestru i muža). On postaje besmrtan na rukama 800-godišnje redovnice imenom Yaobikuni, te je prisiljen zbog smrti svoje sestre prihvatiti zadatak. Obećao je da će ubiti 1000 zlih ljudi, a dok ne završi zadatak, besmrtnost će mu osigurat posebni crvi nazvani kessen-chu (血仙蟲,), Izvanredna stvorenja koji liječe gotovo sve ozljede čak i pripoje udove tijelu neovisno o vremenu odvojenosti. Oni se žrtvuju za zatvaranje rana. Također blokiraju prirodan proces raspadanja tijela.
Manji počne putovati s mladom djevojkom po imenu Asano Rin i obećava da će joj pomoći osvetiti njene roditelje, koji su ubijeni od strane majstorskih mačevaoca na čijem je čelu Anotsu Kagehisa. Anotsu je ubio njezinog oca i cijeli dojo, što ih obitelj progonjeni. Anotsuova potraga je prikupiti druge izopćenike i stvorit iznimno moćan novi dojo, Itto-ryu (škola učenja bilo koje tehnike koja pobjeđuje u borbi, bez obzira koliko je tehnika egzotična ili nepoštena), te je započeo preuzimanje i uništavanje drugih dojoa.
Kasnije se pojavljuje još jedna skupina po imenu Mugai-ryu, skupina koja je zapravo suprotna Itto-ryu. Njihovo vodstvo i motivi su u početku misterij, ali njihove metode i taktike koje vode do pobjede nalikuju Itto-ryu. Oni pokušaju pomoći Manji-u jer se čini da imaju slične motive. Manji se pridružuje, ali brzo odustane od suradnje nakon što potvrdi da je član, Shira, previše sadističan za Manjiev ukus. Nakon nekog vremena Manji konačno otkriva da Mugai-ryu radi za vladu. Oni su svi zatvorenici kojima je dopušteno živjeti samo ako služe šogunima. Dok Manji i Shira mrze jedan drugoga, nakon što Shira pobjegne, Manji ostaje u prijateljskim odnosima s drugim članovima grupe.